# Сејшели на Светском првенству у атлетици на отвореном 2013.
Сејшели су учествовали на Светском првенству у атлетици на отвореном 2013. одржаном у Москви од 10. до 18. августа четрнаести пут, односно учествовали су на свим првенствима до данас. Репрезентацију Сејшела представљао је један такмичар који се такмичио у трци на 200 метара.,
На овом првенству Сејшели нису освојили ниједну медаљу, а Неди Мари је постигао лични рекорд сезоне.

## Резултати

### Мушкарци
| Атлетичар | Дисциплина | Лични рекорд | Квалификације | Квалификације | Полуфинале           | Полуфинале           | Финале               | Финале       | Детаљи |
| Атлетичар | Дисциплина | Лични рекорд | Резултат      | Место         | Резултат             | Место                | Резултат             | Место        | Детаљи |
| --------- | ---------- | ------------ | ------------- | ------------- | -------------------- | -------------------- | -------------------- | ------------ | ------ |
| Неди Мари | 200 м      | 21,60        | 21,98 ЛРС     | 8. у гр 7     | Није се квалификовао | Није се квалификовао | Није се квалификовао | 49 / 55 / 56 |        |